# آگینالدو پولیکارپو مندس ویگا
آگینالدو پولیکارپو مندس ویگا (پرتغالی: Aguinaldo Policarpo Mendes Veiga؛ زادهٔ ۲۵ مارس ۱۹۸۹) بازی کن فوتبال اهل آنگولا است.